# Wrangell (Alaska)
Wrangell ist eine Stadt und seit dem 1. Juni 2008 ein selbständiger Borough im US-Bundesstaat Alaska. Sie liegt im sogenannten Alaska Panhandle. Bevor sie ein eigener Borough wurde, gehörte sie zum Wrangell-Petersburg Census Area. Bei der Volkszählung 2020 lebten hier 2127 Menschen. Der Stadtname lautet in der örtlichen indianischen Sprache Tlingit Khaachxhaana.áak'w.

## Geschichte
Das Gebiet des heutigen Wrangell bewohnten Stikine-Tlingit vom Clan der Nanya.aayí. Ihr Haupthaus hieß X'atgu.hít oder Dogfish House, im Allgemeinen bekannt als Chief Shakes House. Um das Haus auf der Insel, die noch heute besteht, standen Totempfähle, die von Katjisdu.áxch II stammen, der zum Clan der Kiks.adí gehörte und als größter Schnitzkünstler der Tlingitgeschichte gilt. Die Mächte, die er in den vier Pfählen gestaltete, waren ausgesprochen naturalistisch und stammten aus der Zeit zwischen etwa 1775 und 1790. Die im Wrangell Museum befindlichen Hauspfosten sind die ältesten erhaltenen Tlingitpfosten. Sie standen ursprünglich um ein Haus im alten Dorf Wrangell, eine Stelle, die die Tlingit Kasítłáan nannten. Dieser Platz wurde jedoch um 1834 aufgegeben und an den heutigen Hafen verlegt, um der russischen Gründung von Wrangell Konkurrenz bieten zu können. Die Totempfähle blieben noch mehr als ein Jahrzehnt an ihrem alten Standort, bevor sie nachgeholt wurden, denn der Umzug war wohl nur temporär geplant. Die beiden Pfähle mit den menschlichen Darstellungen müssen dabei gelegen haben, denn sie verwitterten stark. Das Haus bestand bis 1938/39, als es durch ein Replikat ersetzt wurde.
Wrangell ist eine der ältesten Siedlungen Alaskas, die nicht von der indigenen Bevölkerung, den Tlingit, gegründet wurde. 1811 begannen die Russen zunächst Handelsbeziehungen mit den Tlingit im Gebiet des heutigen Wrangell aufzunehmen. 1834 gründete dann Ferdinand von Wrangel, damals Gouverneur von Russisch-Amerika, ein Lagerhaus 20 km nördlich der großen Tlingit-Siedlung Kasítłáan. Dieses Lagerhaus hieß Redoubt Saint Dionysius und stand genau da, wo heute die Stadt Wrangell ist. Im Jahre 1840 pachtete die britische Hudson’s Bay Company (HBC) das Gebäude und taufte es Fort Stikine.

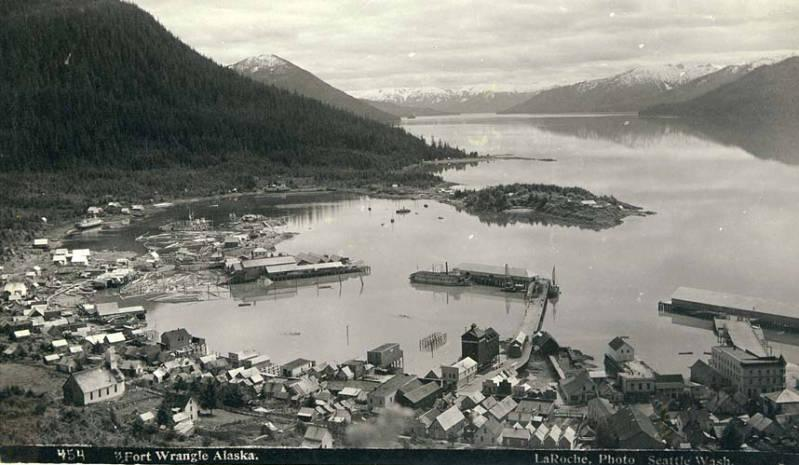
Wrangell im Jahr 1897

Die einheimischen Tlingit-Indianer nutzten den Stikine River schon immer als Handelsroute ins Landesinnere und protestierten nun gegen die HBC, als diese ebenfalls begann ihre Handelsroute zu benutzen. Zwei Pockenepidemien zwischen 1836 und 1840 reduzierten jedoch die Bevölkerungszahl der Tlingit um die Hälfte und erstickten so auch die Aufstände.
Das Fort wurde 1849 aufgegeben, nachdem es hier keine Seeotter und Biber mehr gab, mit denen man hätte handeln können. Es blieb aber bis 1867 in britischer Pacht, als Alaska an die USA verkauft wurde.
Die Siedlung rund um das Fort begann wegen des Goldrausches in den Jahren 1861, dann noch mehr 1874–1877 und 1897 zu wachsen. 1868 wurde Fort Wrangell gebaut, ein Außenposten der US Military Post. Ähnlich wie in Skagway wurden auch hier viele Spielhallen und Tanzbars aus dem Boden gestampft. Tausende von Goldsuchern reisten von hier ab 1874 über den Stikine River in den Cassiar District von British Columbia und 1897 an den Klondike.
Wrangell hat den exklusiven Status die einzige Stadt in Alaska zu sein, die unter vier verschiedenen Herrschaftsflaggen stand. Dazu zählt Russland, England, die USA und die Tlingit.
1895 wurde auf der Insel von Chief Shake ein Totempfahl errichtet.

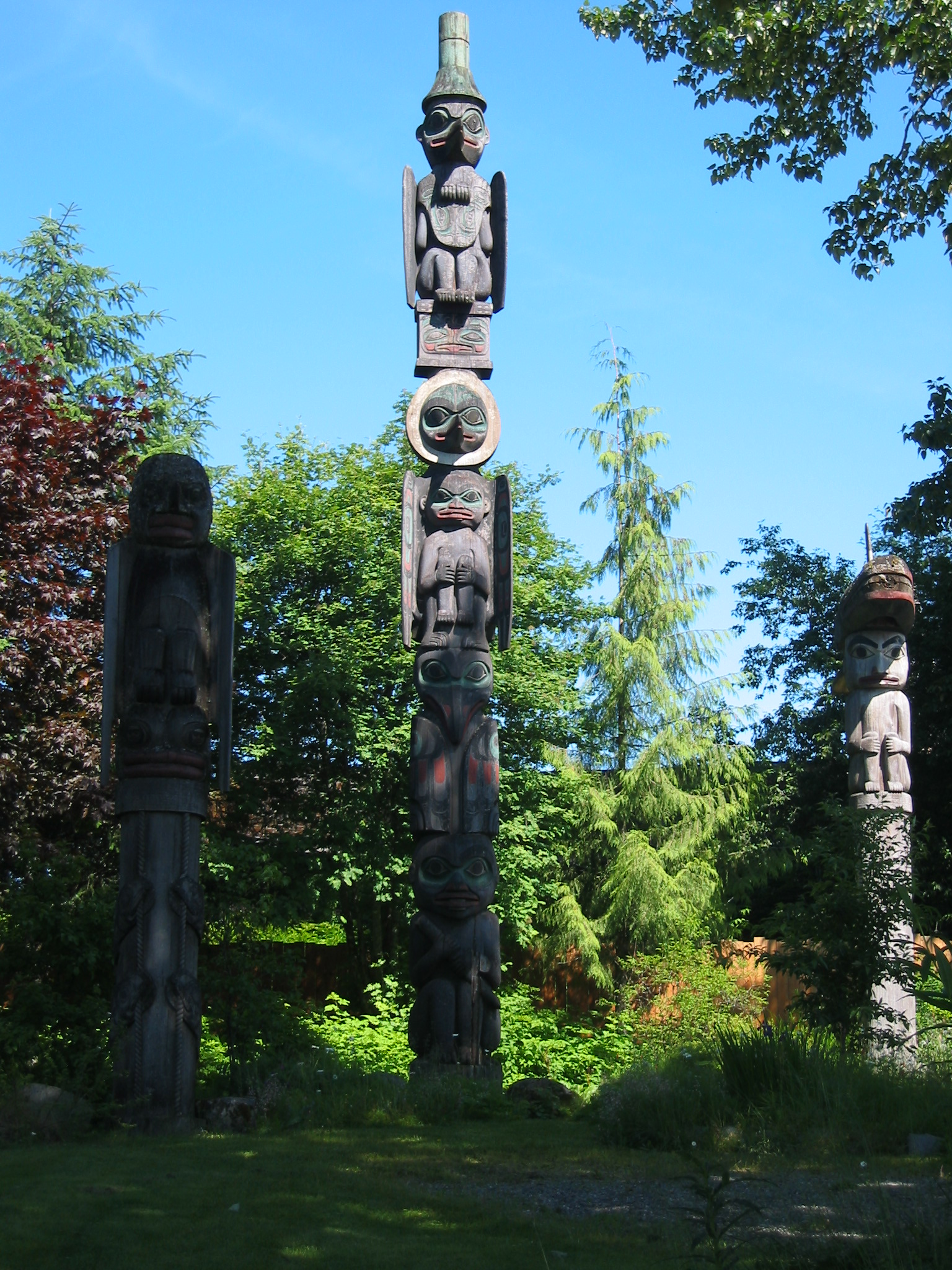
Totempfähle auf Chief Shakes Island (2006). Die Chief Shakes Historic Site ist seit Oktober 1970 im NRHP eingetragen.

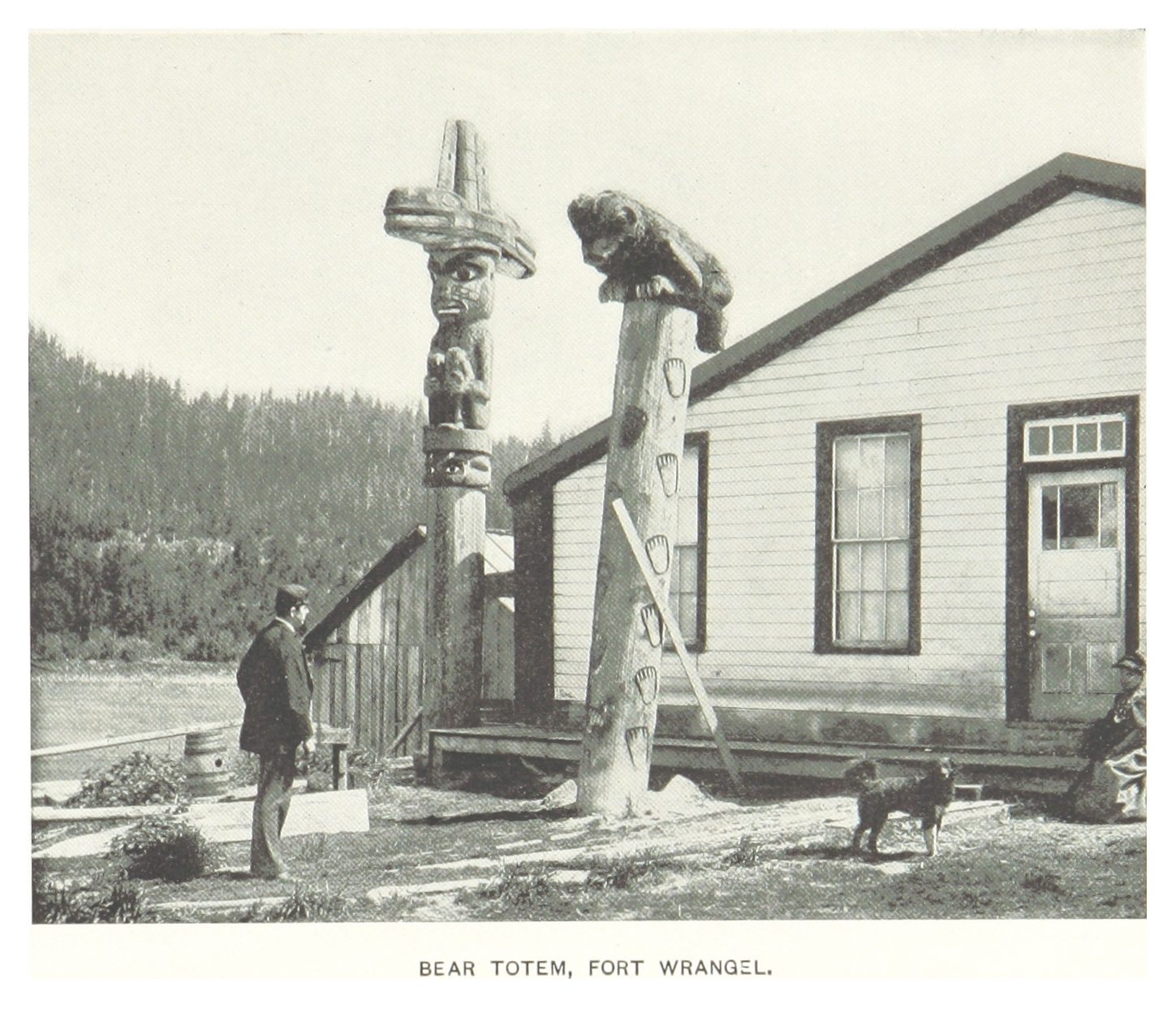
Zwei Totempfähle, fotografiert 1899

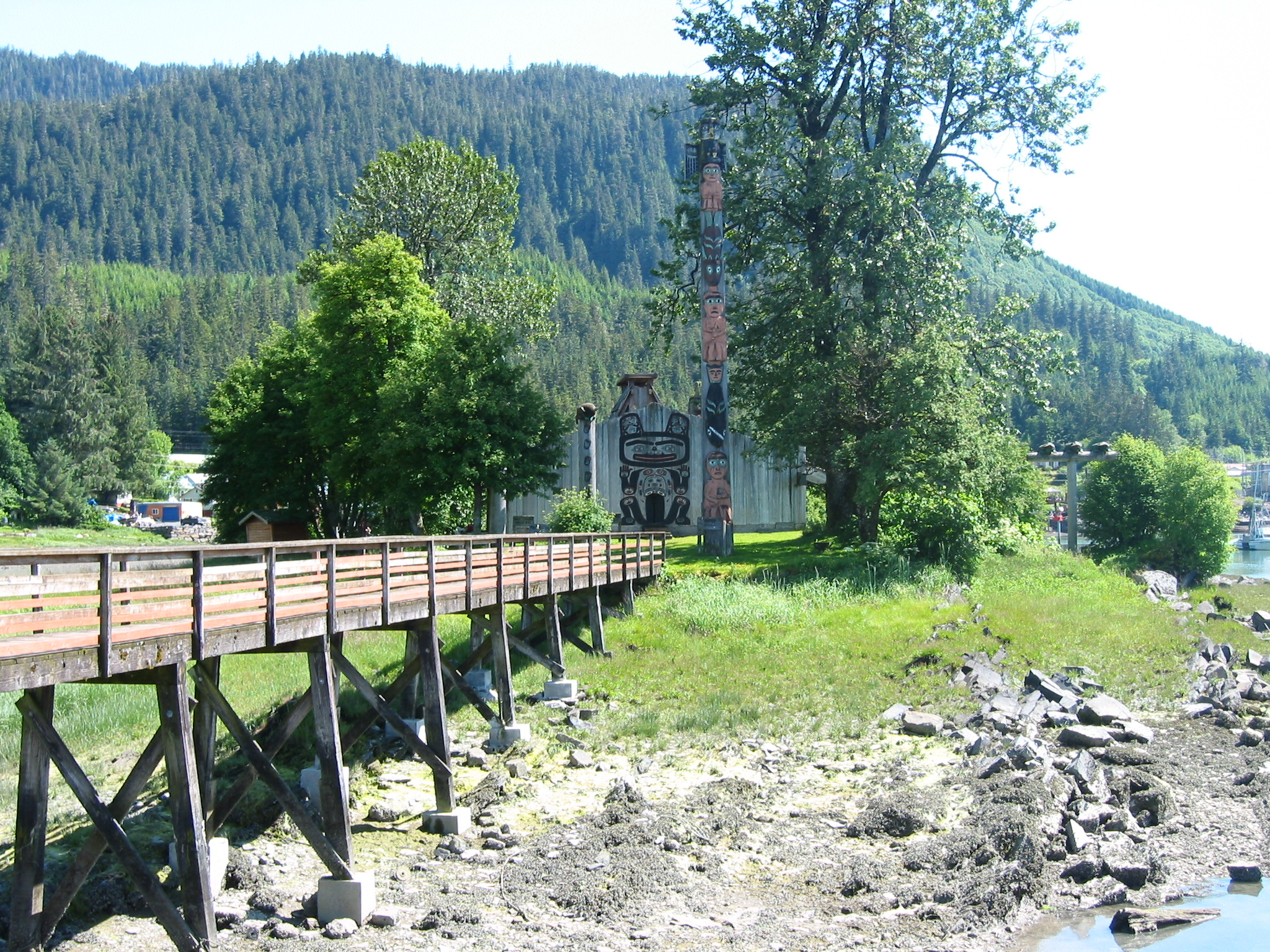
Zugang zu Shakes Island, Clanhaus

Heute arbeiten viele Menschen in Wrangell als Holzfäller, Fischer oder verdienen am Tourismus. Eines der beiden wichtigsten Sägewerke im Südosten Alaskas wird von der Silver Bay Company nur etwas südlich der Stadtgrenze betrieben.
Das Chief Shakes Clan House wurde 1938/39 abgerissen und durch das heutige Haus ersetzt, eine Rekonstruktion aus dem Jahr 1940, die das Civilian Conservation Corps errichtete. Die Totempfähle auf der Insel, die Chief Shakes Island heißt, standen noch bis 1982 und wurden ab 1984 durch Replikate ersetzt. Am 2. Juli 1987 wurde die Insel mit ihrem Haus- und Pfahlbestand unter Schutz gestellt.
Das Borough wurde am 1. Juni 2008 gebildet.
Vier Bauwerke und Stätten des Boroughs sind im National Register of Historic Places („Nationales Verzeichnis historischer Orte“; NRHP) eingetragen (Stand 1. Februar 2022): die Chief Shakes Historic Site, das Etolin Canoe,  das Flussboot Judith Ann und die St. Philip’s Episcopal Church

## Geographie
Wrangell liegt am nördlichen Zipfel der Wrangell Island, einer Insel im Alaska Panhandle. Sie liegt etwa 250 km südlich von Juneau, der Hauptstadt von Alaska. Die Stadt wurde nach der gleichnamigen Insel benannt, welche wiederum nach Ferdinand von Wrangel, einem russischen Entdecker und späteren Gouverneur von Russisch-Amerika, benannt wurde.

## Demographie
Laut der Volkszählung im Jahr 2010 leben in Wrangell 2369 Menschen in 907 Haushalten und 623 Familien. Die Bevölkerungsdichte beträgt 19,7/km2. Es gibt 1092 Gebäude, was einer Dichte von 9,3/km2 entspricht. 73,48 % der Bevölkerung sind europäisch, 0,13 % afro-amerikanisch, 15,51 % Tlingit, 0,65 % asiatisch. Außerdem sind 0,13 % Insulaner aus dem Pazifik, 0,35 % anderer Abstammung und 9,75 % Mischlinge. 1,0 % der Bevölkerung sind Latinos.

## Infrastruktur
Wegen der Insellage gibt es nur zwei wichtige Transportmittel: Die Fähre und das Flugzeug.
Es gibt mehrere regelmäßig verkehrende Fährlinien, etwa die AMHS, die Wrangell mit dem Rest von Südost-Alaska verbinden. Aus der Luft wird der Wrangell Airport von Alaska Airlines angeflogen.

## Museum
Im James & Elsie Nolan Center entstand nach einer großzügigen Stiftung und Verhandlungen, die sich über Jahrzehnte hinzogen, das Wrangell Museum. Die Hauspfosten des ursprünglichen Hauses von Häuptling Shake befinden sich in dem Museum, das 2004 mit 6 Millionen Dollar ausgestattet wurde. Älteste Stücke sind die besagten Totempfähle.

## Petroglyph Park
Knapp 2 km nördlich des City Dock befindet sich der Petroglyph Beach, ein State Historical Park mit rund 40 Bildern.

## Umgebung
40 km nordnordöstlich von Wrangell befindet sich der in der Stikine-LeConte Wilderness gelegene Shakes-Gletscher.